# Nhai
Nhai (Chewing) hoặc nghiến hay gặm là quá trình dùng răng để nghiền thức ăn hoặc làm nhỏ thức ăn để mớm cho con nhỏ. Đây là bước đầu tiên của quá trình tiêu hóa và nó là động tác, cử động phối hợp của răng (răm hàm), khoang mồm, lưỡi để phân nhỏ và nhuyễn diện tích bề mặt của thức ăn để cho phép các enzym phân hủy hiệu quả hơn. Trong quá trình nhai, thức ăn được má làm cố định và lưỡi đưa, chuyên giữa các hàm răng để nghiền nhỏ. Các cơ nhai cử động hàm để đưa răng tiếp xúc không liên tục, khớp cắn và mở nhiều lần. Khi tiếp tục nhai, thức ăn được làm mềm hơn và ấm hơn, và các enzym trong nước bọt bắt đầu phân hủy carbohydrate trong thức ăn.
Sau khi nhai, thức ăn sẽ được nuốt xuống vùng hầu họng để đi vào thực quản đến dạ dày. Thức ăn sẽ đi vào thực quản và qua nhu động ruột tiếp tục đến dạ dày, nơi diễn ra bước tiêu hóa tiếp theo. Tăng số lần nhai mỗi lần cắn sẽ làm tăng các hormone đường ruột có liên quan. Các nghiên cứu cho thấy nhai có thể làm giảm cảm giác đói (nên mới có câu: nhai kỹ no lâu). Việc nhai mớm đôi khi được cha mẹ thực hiện cho trẻ sơ sinh khi không thể tự mình làm như vậy. Thức ăn được nghiền nhỏ trong miệng của cha mẹ thành hỗn hợp nhuyễn và sau đó mem hay mớm (truyền qua trực tiếp bằng miệng) cho trẻ sơ sinh (Một số động vật khác cũng mớm như vậy). Gia súc và một số động vật khác, được gọi là động vật nhai lại, nhai thức ăn nhiều hơn một lần (nhai đi nhai lại) để thu được nhiều chất dinh dưỡng hơn. Sau lần nhai đầu tiên, thức ăn này được gọi là thức ăn ợ lại (cud)
Nhai phần lớn là một sự thích nghi đối với thú ăn cỏ, chúng có cấu tạo răng hàm đặc biệt, bằng, nhẵn để nhai, nghiền thực vật (cỏ cây, lá, rễ, hoa quả) và thường gọi là "nhai đi nhai lại". Động vật ăn thịt thường nhai qua loa hoặc nuốt chửng toàn bộ thức ăn hoặc nhai thành từng tảng, từng miếng (khối) để nuốt nên thường gọi là "ăn tươi nuốt sống" (điển hình như kiểu ăn của các loài sói), răng hàm chúng thường sắc để nghiến cắt thịt, nhiều loài có kiểu nhai một bên hàm, ví dụ như hổ có kiểu ăn một bên hàm. Hành động nuốt thức ăn (hoặc những viên thuốc) mà không cần nhai này gọi là nuốt lống. Một số tên gọi hình tượng về nhai như: nhai nhồm nhoàm chỉ về việc ăn một khối lượng lớn đầy miệng, hay nhai ngấu nghiến chỉ về việc nhai nhanh, vội vàng, thường là do đói, nhai nhóp nhép chỉ về việc nhai các thứ dai nhách, nhỏ nhắn, hay nhai rau ráu chỉ về việc nhai những thứ cứng rắn, nhai trệu trạo chỉ về việc nhai chậm chạp, khó khăn, hay nhâm nhi, nhấm nháp chỉ về nhai từ tốn, lai rai, từng ít một.

## Hình ảnh

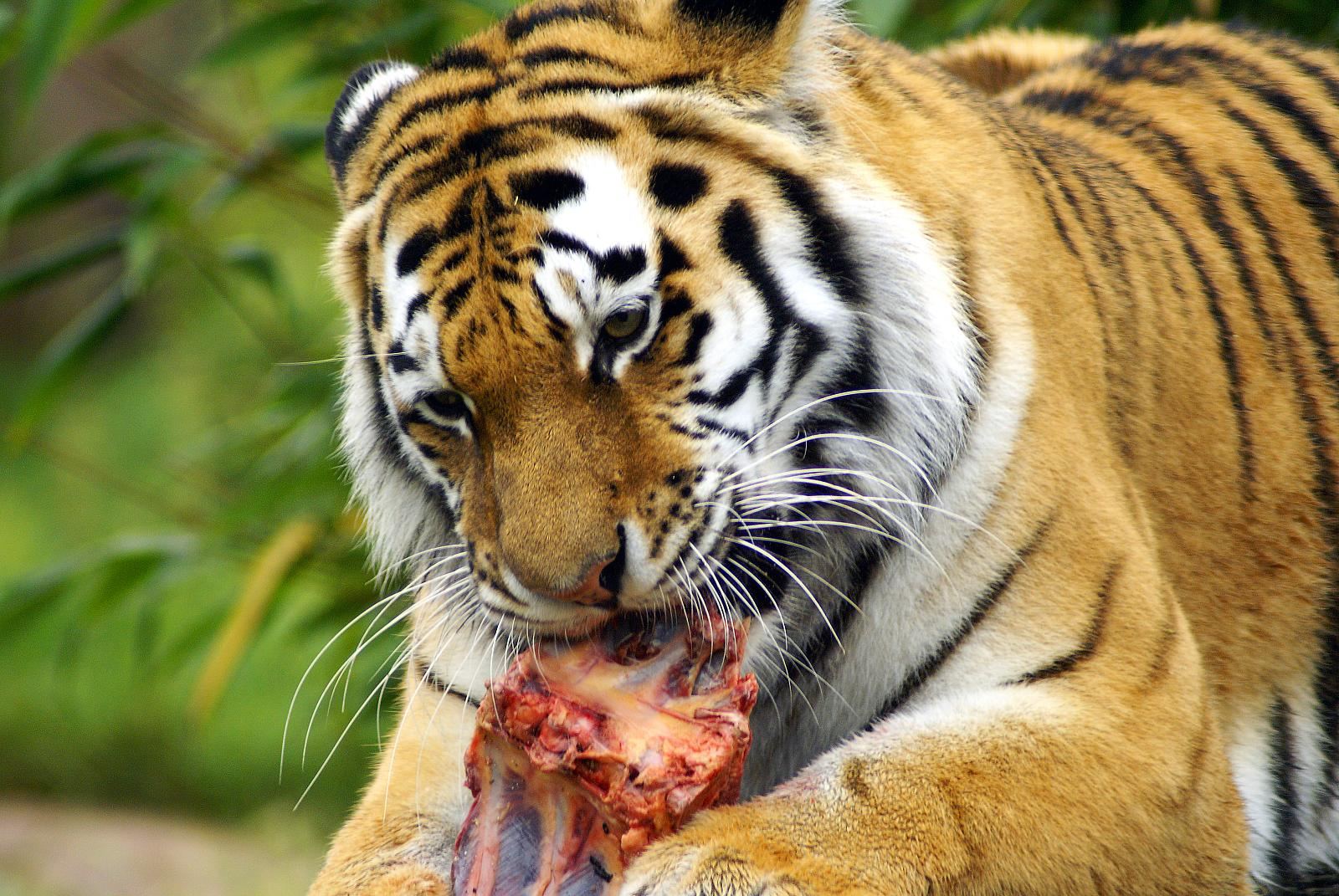
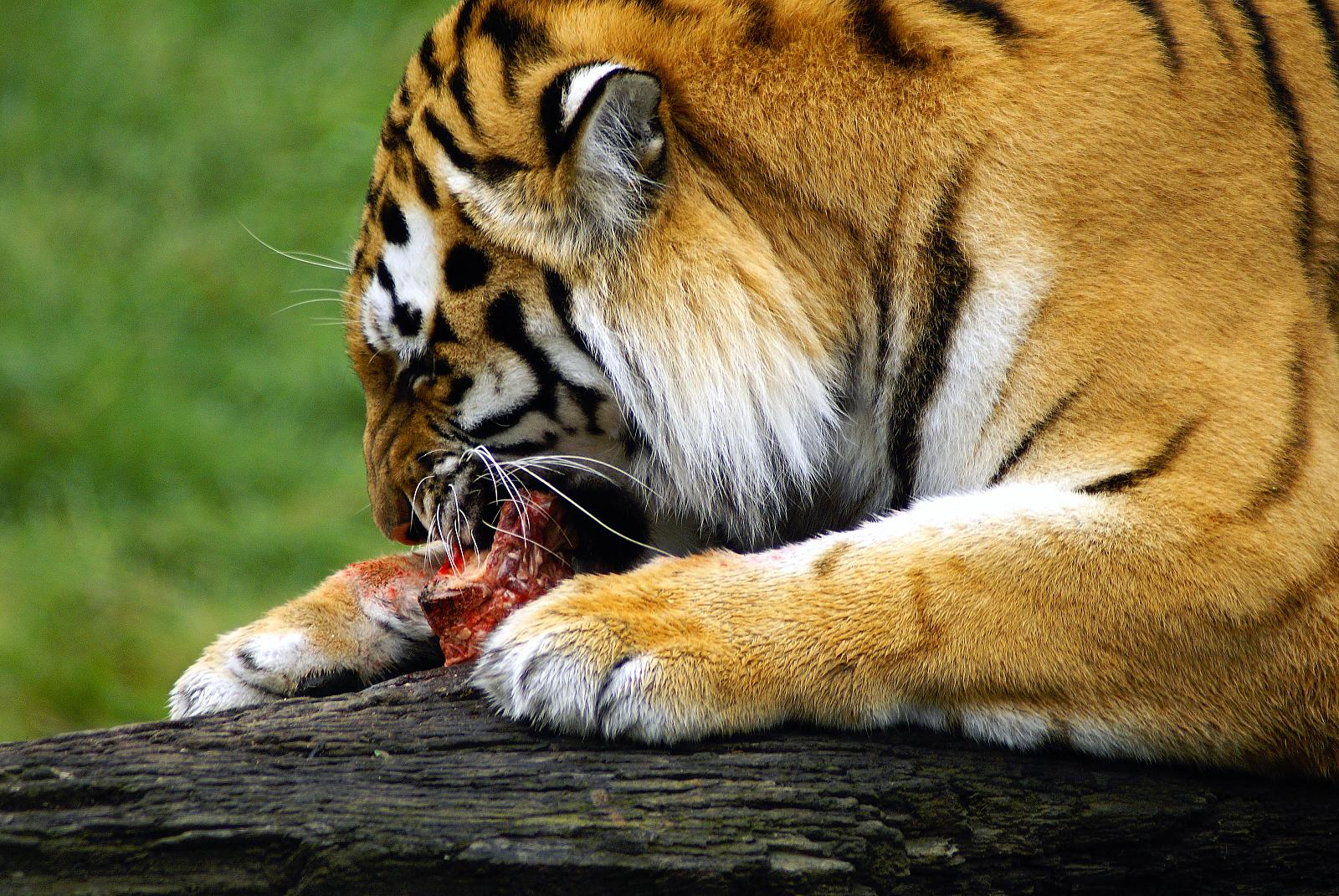
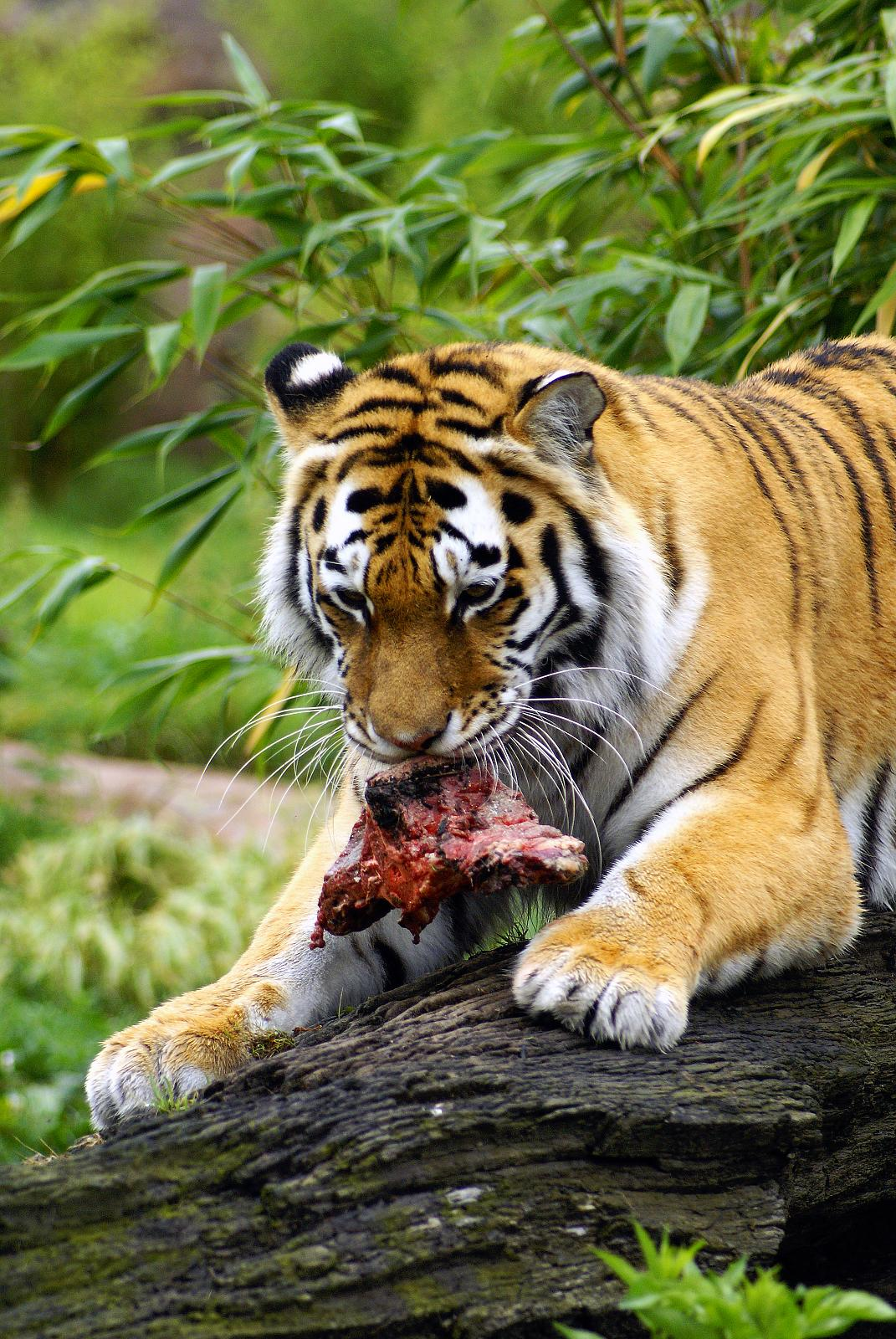
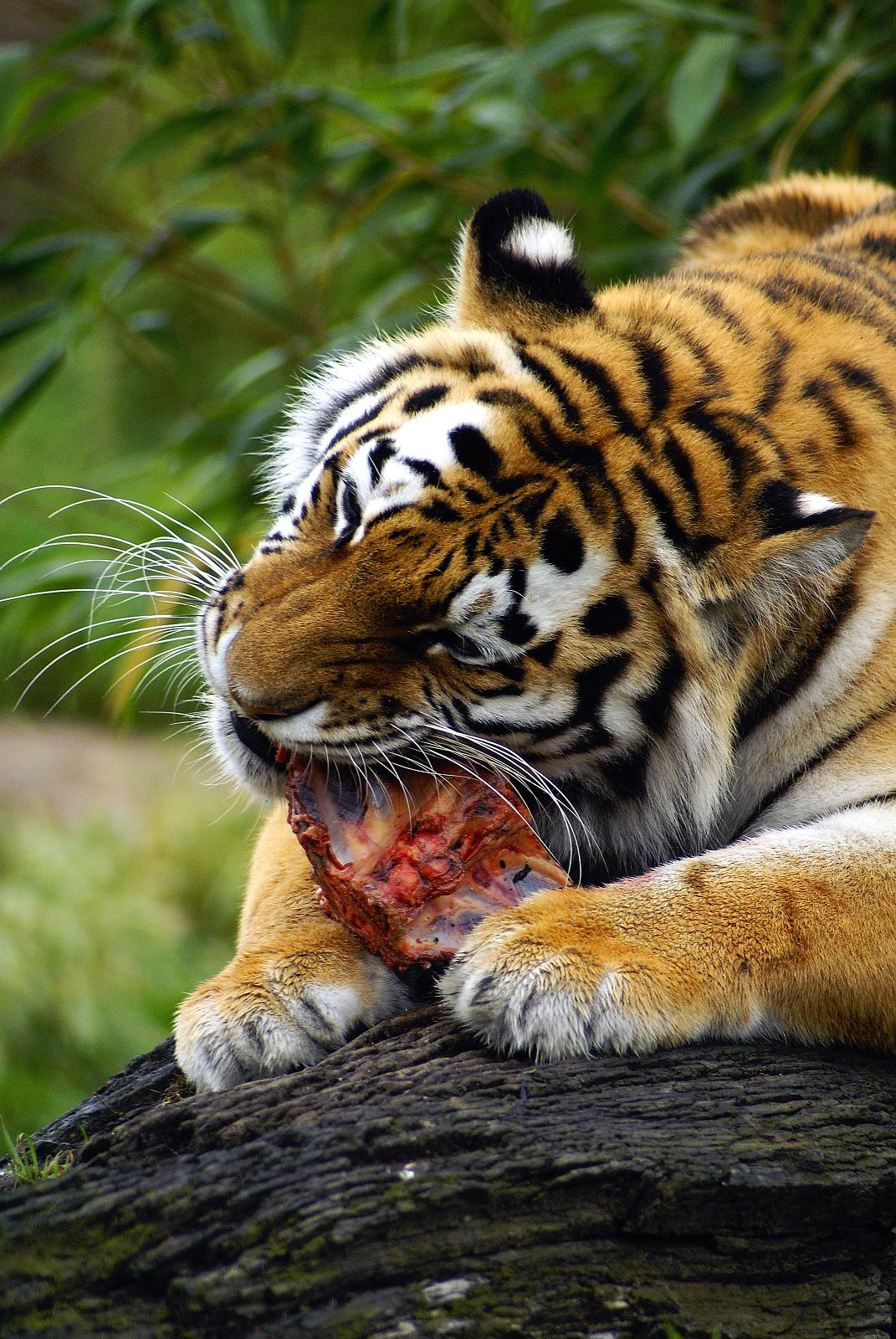
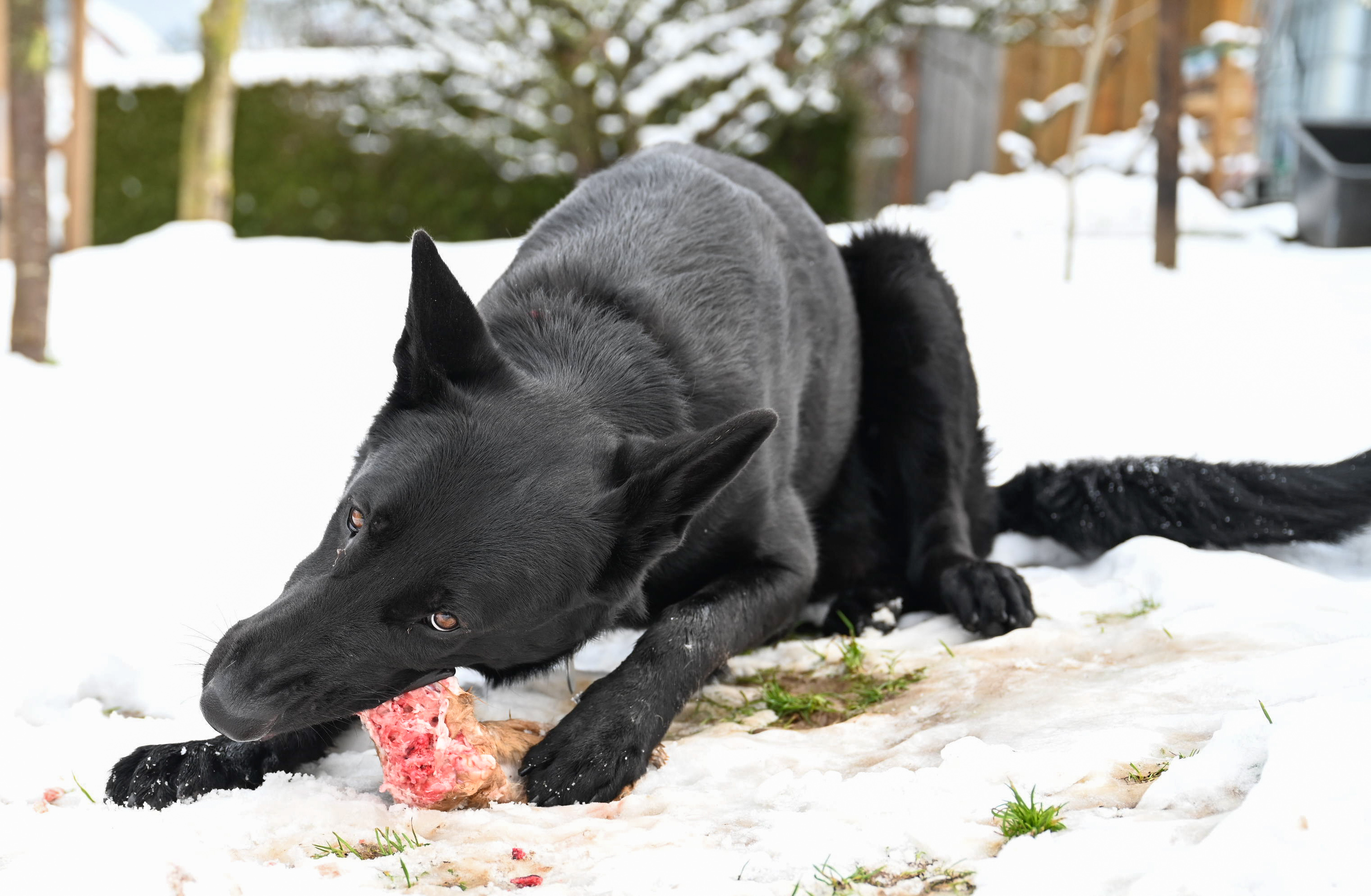